# Saison 3 de Runaways
Chronologie
Saison 2
Cet article présente les dix épisodes de la troisième et dernière saison de la série télévisée américaine Runaways.

## Synopsis
Six adolescents venant de différents milieux décident de s'unir pour faire face à un ennemi commun, leurs criminels de parents, qui font partie d'une organisation appelée « le Cercle ».

## Distribution

### Acteurs principaux
- Rhenzy Feliz (VFB : Maxime Van Santfoort) : Alex Wilder
- Lyrica Okano (VFB : Mélissa Windal) : Nico Minoru
- Virginia Gardner (VFB : Nancy Philippot) : Karolina Dean
- Ariela Barer (VFB : Sophie Pyronnet) : Gert Yorkes
- Gregg Sulkin (VFB : Fabian Finkels) : Chase Stein
- Allegra Acosta (VFB : Aaricia Dubois) : Molly Hernandez
- Angel Parker (VFB : Myriem Akheddiou)  : Catherine Wilder
- Ryan Sands (VFB : Nicolas Matthys) : Geoffrey Wilder
- Annie Wersching (VFB : Colette Sodoyez) : Leslie Dean
- Ever Carradine (VFB : Fabienne Loriaux) : Janet Stein
- James Marsters (VFB : Michelangelo Marchese) : Victor Stein
- Brigid Brannagh (VFB : Nathalie Hons) : Stacey Yorkes
- Kevin Weisman (VFB : Philippe Allard) : Dale Yorkes
- Brittany Ishibashi (VFB : Célia Torrens)  : Tina Minoru
- James Yaegashi (VFB : Antoni Lo Presti)  : Robert Minoru
- Clarissa Thibeaux : Xavin
- Liz Hurley : La Fée Morgane (Morgan The Fay)

### Invités
- Olivia Holt (VF : Kelly Marot) : Tandy Bowen / « L’Épée »
- Aubrey Joseph (VF : Alexis Gilot) : Tyrone Johnson / « La Cape »

## Liste des épisodes

### Épisode 1:Fumée et miroirs
- États-Unis : 13 décembre 2019 sur Hulu
- France : 5 mars 2020 sur Syfy France

- Elizabeth Hurley : La Fée Morgan
- Myles Bullock : Anthony 'AWOL' Wall

### Épisode 2:La fuite
- États-Unis : 13 décembre 2019 sur Hulu
- France : 5 mars 2020 sur Syfy France

### Épisode 3:Mensonges
- États-Unis : 13 décembre 2019 sur Hulu
- France : 12 mars 2020 sur Syfy France

### Épisode 4:La prophétie
- États-Unis : 13 décembre 2019 sur Hulu
- France : 12 mars 2020 sur Syfy France

### Épisode 5:La dimension noire
- États-Unis : 13 décembre 2019 sur Hulu
- France : 19 mars 2020 sur Syfy France

Les jeunes se retrouvent dans la dimension noire, à l'époque et au lieu précis de leurs pires cauchemars. Tous séparés, ils vont devoir faire face à leurs démons. Nico retrouve sa mère, Chase est réuni avec son père, Gert découvre un secret que sa mère lui a caché étant petite et Molly retrouve ses parents biologiques, tandis que Karolina doit faire face à la culpabilité qu'elle éprouve vis-à-vis de Destiny et des enfants sacrifiés par le P.R.I.D.E.

### Épisode 6:Mon nouveau portable
- États-Unis : 13 décembre 2019 sur Hulu
- France : 19 mars 2020 sur Syfy France

### Épisode 7:Réunion de famille
- États-Unis : 13 décembre 2019 sur Hulu
- France : 26 mars 2020 sur Syfy France

Morgan a utilisé le Darkhold pour aider Niko à libérer son potentiel. Elle a aussi éloigné Tina de Nico et de son père en l'envoyant chez un "psychologue". Elle demande à Nico de lui ramener le sceptre.
Le pouvoir du portable ensorcelé fait entrer Molly dans une rage folle, mais elle ne s'en souvient pas en reprenant ses esprits. Les jeunes font alors une vidéo sur internet afin de prévenir la population de la dangerosité du Wizphone.

### Épisode 8:La chambre de torture du diable
- États-Unis : 13 décembre 2019 sur Hulu
- France : 19 mars 2020 sur Syfy France

Tyrone et Tandy s'apprêtent à aider Nico et à sauver Alex, tandis que Janet, Dale, Victor, Chase, Gert et Karolina sont toujours prisonniers au siège de Wizard. Janet fait son apparition encodée sur ordinateur et prévient Nico, Tyrone et Tandy de leur localisation.
L'équipe retourne alors dans la dimension noire afin de ramener Alex dans leur réalité. Alors qu'elle prend sa main, Tandy voit les espoirs d'Alex: Elle le voit seul en compagnie de Dentelle, le sceptre dans sa main portant un fistigon, les yeux jaunes, portant les lunettes infrarouges, et son autre main brillant comme Karolina. Tandy fait don de sa dague modifiée à Nico.

### Épisode 9:Le cercle brisé
- États-Unis : 13 décembre 2019 sur Hulu
- France : 2 avril 2020 sur Syfy France

Molly est sous l'emprise de Morgan et persuade ses amis qu'elle est en sécurité. Geoffrey se réveille en n'étant plus sous l'influence du collier de Morgan et l'entend parler de Molly et se met en tête de la sauver. Pour cela, il réunit tous les parents, reformant PRIDE une dernière fois. Nico cherche un moyen de vaincre Morgan pendant que Gert prend conscience de son amour pour Chase. Morgane, de son côté, commence les invocations pour le sacrifice de Molly. Les parents la sauvent avant la fin de l'invocation et la ramènent au manoir. Mais Morgan semble avoir eu ce qu'elle voulait. Les jeunes et les parents réfléchissent ensemble à comment stopper Morgan. 

### Épisode 10:Tromper le destin
- États-Unis : 13 décembre 2019 sur Hulu
- France : 2 avril 2020 sur Syfy France

- Elizabeth Hurley : Morgan le Fay
- Scarlett Hefner : Bronwyn
- Timothy Granaderos : Lucas
- Claudia Sulewski : Julie
- Keisuke Hoashi : Mr. Kwan
- Derek Luh : Brayden
- Cooper Mothersbaugh : The Gert
- Rob Parks : Buzzcom Reporter
- Rachel Gage : Brianna

En 2028, Chase veut réparer le passé et sauver Gert.
En 2022, Karolina est avec Julie, sa nouvelle petite amie et est toujours affectée par la mort de Gert. Molly rend visite à Chase au manoir ou il travaille sur un projet sans sortir de son labo. Alex est directeur de Wilder Innovators et aide Chase dans ses travaux. Nico a travaillé ses pouvoirs et arrive à léviter pendant ses séances de méditation. Quand on frappe à la porte, elle va ouvrir et voit un Alex lui tirant dessus. Elle stoppe le tir avec ses pouvoirs quand Chase vient la sauver. Il lui explique que lui et le Alex qu'elle vient de voir viennent du futur.
Le groupe est ensuite reformé et Futur Chase avoue qu'Alex deviendra mauvais à la suite d'un attentat à la bombe à son entreprise, et qu'il traquera le coupable qu'il pense faire partie de la bande. Il dit aussi au groupe que certains d'entre eux prendront la même direction que leurs parents mais ne leur dit pas qui.
Julie est attaquée par Futur Alex mais est sauvée par Futur Chase et le groupe. Futur Alex réussit à s'enfuir à travers un saut dans le temps, la veille du jour de la découverte des agissements de leurs parents, avant que tout ait commencé.
Ils arrivent à neutraliser Futur Alex et le ramènent au manoir. Là, Futur Chase dit que sa mission est de sauver Gert, et qu'il veut retourner au jour de sa mort pour la protéger. Le groupe décide de partir avec lui mais Futur Chase se voit contraint d'emmener Futur Alex.
Nico rencontre Futur Nico et lui dit d'aimer Karolina avant de disparaître.
Le combat contre Morgane reprend et Futur Chase attend le bon moment pour aider Gert. Il s'empare des fistigons laissés par le chase inconscient. Il rencontre Gert et lui avoue qu'elle est morte pendant la bataille. Il lui demande de rester où elle est et de le laisser faire. Le coup mortel est alors évité et Futur Chase fait son apparition, répétant les actions de Gert en laissant une trainée de sel autour de Morgan pour bloquer sa magie, protégé par le sort de bouclier de Nico. Futur Alex prévient Morgan que Nico est à l'étage mais se fait assommer par Molly. Gert vient alors pour aider Futur Chase qui lui somme de reculer, mais elle se fait attaquer par Morgan. La sorcière utilise le verre du lustre qui tua Gert la dernière fois pour transpercer le corps de Futur Chase, mais dans un dernier effort, il termine le cercle de sel. Tina lance son sort et fait disparaître la sorcière dans un nuage de poussière.
Futur Chase meurt dans les bras de Gert, mais il a accompli sa mission. Son corps disparaît, puis celui des maintenant Futur Runaways, laissant place à une nouvelle réalité où Gert est vivante.